# Rudí Khmerové

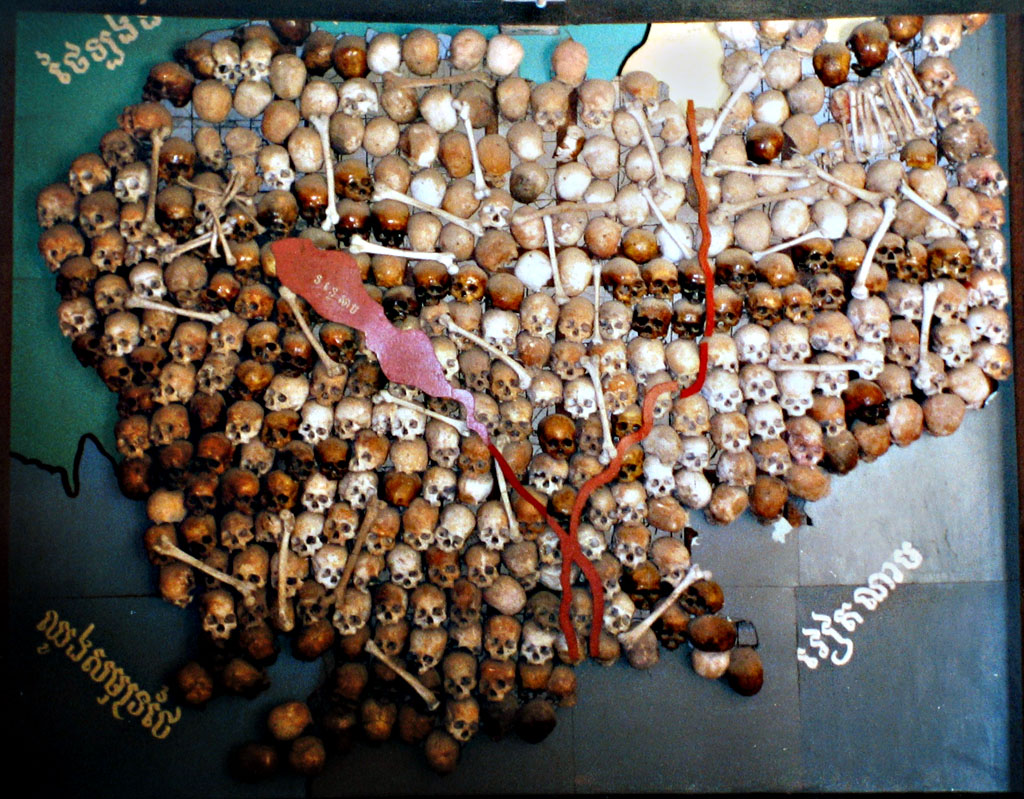
Mapa Kambodže z lidských lebek v bývalé věznici S-21 v Phnompenhu

Rudí Khmerové (kambodžsky ខ្មែរក្រហម, Khmêr Krâhâm, francouzsky Khmer rouge) byla kambodžská maoistická a nacionalistická organizace, která se chopila moci během revoluce roku 1975 a vládla Kambodži do roku 1979, kdy byl jejich režim svržen při vietnamské vojenské invazi. Po celé toto období vedla vláda Rudých Khmerů pod vedením diktátora Pol Pota politiku brutálních represí a teroru proti kambodžskému obyvatelstvu, jejímž výsledkem byla skutečná genocida. Počet obětí vlády Rudých Khmerů, které byly za jejich vlády popraveny či zavražděny, zemřely hladem, vyčerpáním při otrocké práci, v důsledku mučení a tělesných trestů nebo na následky nedostatečné hygieny a lékařské péče, se odhaduje na 1,4 až 1,7 milionu. Některé, zejména vietnamské, záznamy však hovoří až o 3 milionech obětí.

## Historie

### Počátky
Počátky budoucí strany Rudých Khmerů lze klást do roku 1951, kdy vznikla po rozpadu Komunistické strany Indočíny samostatná Khmerská lidová revoluční strana. Budoucí diktátor Pol Pot se setkal se svými budoucími spolupracovníky během 50. let při svých studiích v Paříži. Po návratu do Kambodži se v roce 1966 dostal do vedení Khmerské lidové revoluční strany, jejíž název nejprve změnil na Komunistickou stranu Kampučie, v praxi se pro ni ale užíval kódový název Angkar, což znamená „Organizace“. Hnutí záměrně udržovalo atmosféru utajení, jak to později vyjádřil sám Pol Pot: „Pouze prostřednictvím utajení můžeme být pány situace a získat vítězství nad nepřítelem, který nemůže zjistit, kdo je kdo.“ 
Název Rudí Khmerové byl poprvé použit v roce 1967, kdy se členové hnutí připojili k rolnickému povstání v provincii Battambang a zahájili partyzánský boj proti vládním silám věrným králi.
Když byl roku 1970 král svržen pravicovým a prozápadním Lon Nolovým vojenským režimem,  Rudí Khmerové se načas stali spojenci exilového panovníka, prince Norodoma Sihanuka, a to i během následující kambodžské občanské války. Již v této době došlo k prvním roztržkám mezi Rudými Khmery a vietnamskými komunisty, ačkoli byli dosud formálně spojenci.

### Vláda
Navzdory americké podpoře Lon Nolova režimu se Rudým Khmerům podařilo 17. dubna 1975 dobýt hlavní město Phnompenh. Značnou část armády Rudých Khmerů tvořili dětští vojáci a teenageři, kteří vyrůstali v době občanské války, právě tito mladí chlapci byli známi svou krutostí a slepým fanatismem.
Hlavou státu se měl stát princ Norodom Sihanuk, ten však byl na příkaz Pol Pota spolu s celou rodinou uvězněn a nahrazen prezidentem Khieu Samphanem. Předsedou vlády se stal Pol Pot a skutečnou moc vykonávala tajná stranická organizace Rudých Khmerů (Angkar), která vyšla z utajení teprve roku 1977, dva roky po nastolení svého režimu.
Vedle Pol Pota byli hlavními vůdci režimu Nuon Čea (1926–2019): druhý muž stranické organizace známý sadistickou krutostí; Ieng Sary (1925–2007): Pol Potův švagr, ministr zahraničí a místopředseda vlády; Son Sen (1930–1997) ministr vnitra, který ovládal policejní aparát, v roce 1997 byl Pol Potem obviněn ze zrady a spolu s celou rodinou zastřelen; Khieu Samphan (* 1931), v letech 1976–1979 formálně předseda vlády, od roku 1985 hlavní vůdce Rudých Khmerů.
V zahraniční politice byly udržovány styky pouze s Čínou, Thajskem a do roku 1977 také s Vietnamem.
Země byla přejmenována na Demokratickou Kampučii a vyhlášen rok nula. Úřady, banky, nemocnice a továrny byly uzavřeny, peníze byly zlikvidovány, bylo zakázáno náboženství i soukromé vlastnictví a lidé měli nařízeno nosit uniformní černé oděvy, jediným povoleným majetkem byla lžíce a jídelní miska. Medicína klesla na úroveň tradičního starověkého bylinkářství a zrušena byla i většina škol.
Obyvatelé měst byli hromadně vysídleni do venkovských zemědělských komun nebo pracovních táborů, cílem vlády bylo vytvořit novou, ekonomicky soběstačnou společnost, zcela nezávislou na vlivu západní civilizace. Tyto akce měly za následek smrt více než milionu obyvatel Kambodži následkem hladu, infekčních nemocí, otrocké práce, mučení a poprav. Rudí Khmerové systematicky vraždili všechny své skutečné i domnělé odpůrce, lidi spojené s minulým režimem, buddhistické mnichy i duchovní jiných náboženství, profesionály a intelektuály včetně právníků, lékařů a učitelů. Lidé mohli být popraveni pouze proto, že nosili brýle, ženy kvůli své jemné pleti či pěstěným nehtům. Vyvražďování se týkalo také etnických menšin, zejména Vietnamců a muslimských Čamů.
Symbolem genocidy se stala věznice S 21 neboli Tuol Sleng na okraji Phnompenhu, jíž prošlo v letech 1975–1979 nejméně 15.000 lidí, mnozí z nich zde zemřeli  na následky mučení, ostatní byli po výslechu odvezeni na neblaze proslulá vražedná pole v okolí města a hromadně popraveni. Způsoby poprav nebo spíše masových vražd byly neobyčejně brutální: vedle zastřelení k nim patřilo i stětí či podřezání mačetou, ubití kyji, motykami či krumpáči, pohřbení zaživa, rozšlapání slonem nebo jeho „moderní“ varianta ve formě přejíždění nákladními auty či zemědělskými stroji.

### Válka s Vietnamem
Spory s Vietnamem propukly již v roce 1975, kdy Rudí Khmerové zaútočili na pohraniční oblasti a při svých nájezdech vraždili nebo zotročovali místní vietnamské obyvatele. Poté se situace načas uklidnila, ale na jaře 1977 Rudí Khmerové své vražedné nájezdy obnovili, což vyvolalo na konci roku odvetný vietnamský útok, který se zastavil asi 40 km od Phnompenhu. Vietnamci evakuovali tisíce kambodžských obyvatel, včetně vězňů z pracovních táborů, navázali také kontakty s kambodžskými vojenskými veliteli, včetně generála So Phima. Tajná jednání však byla Pol Potem odhalena, So Phim přinucen spáchat sebevraždu, tisíce jeho příznivců na jihovýchodě země zmasakrovány a místní obyvatelé násilně vysídleni do řídce osídlených oblastí severní Kambodži. V druhé polovině roku byla kambodžskými uprchlíky ve Vietnamu založena Jednotná fronta za národní spásu Kambodže, která se těšila podpoře vietnamské vlády. 
Další pohraniční střety a nájezdy Rudých Khmerů do Vietnamu se staly na konci roku záminkou k vietnamské invazi, která skončila 7. ledna 1979 dobytím Phnompenhu. Pol Pot a jeho věrní byli vypuzeni do džunglí na západě Kambodži, kde se uchýlili k partyzánské válce. V odvetě Čína jako spojenec Rudých Khmerů napadla Vietnam, tehdy sovětského spojence, a došlo ke krátké čínsko-vietnamské válce. Základny Rudých Khmerů byly v Thajsku a v thajsko-kambodžském pohraničí. V roce 1980 navázali styky s USA, které jim poskytovaly tajnou vojenskou, finanční, potravinovou a materiální pomoc.[zdroj?] Nadále jim byla poskytována i všestranná pomoc z Číny.
V roce 1982 se Rudí Khmerové proti Vietnamem dosazené vládě opět spojili s kambodžským králem Norodomem Sihanoukem. V Kambodži znovu probíhala občanská válka, v níž se Rudým Khmerům už nepodařilo zmocnit vlády, ale ani vládnímu vojsku se nepodařilo je zlikvidovat. Válce učinila přítrž Pařížská dohoda, podepsaná 23. října 1991.

### Úpadek
Ani potom se Rudí Khmerové nevzdali ozbrojeného odporu. Západní země a Čína prosadily v roce 1992 v OSN mírový plán pro Kambodžu. Rudí Khmerové v něm byli zahrnuti jako bojující frakce. V roce 1993 bojkotovali volby. To se ukázalo jako velká chyba, hnutí začalo stagnovat a i jeho členové začali pociťovat únavu z nekonečných bojů. V roce 1996 Pol Pota opustilo několik vyšších funkcionářů včetně Ieng Saryho a 4 000 mužů, což byla polovina vojska.

## Odraz v kultuře

### Filmy
- Vražedná pole (The Killing Fields), Velká Británie 1984, režie: Roland Joffé, hrají: Sam Waterston, Haing S. Ngor, John Malkovich, Julian Sands, Craig T. Nelson, Mark Long, Patrick Malahide
- Devět kruhů pekla, Kambodža / Československo, 1987, 127 min, režie: Milan Muchna, hrají: Milan Kňažko, Jiří Samek, Jiří Schmitzer, Jan Schmid, Milan Lasica, Květa Fialová, Jan Pohan, Radoslava Stupková-Boháčová